# 司馬耽
司馬耽（？—292年10月8日），河内郡溫縣（今河南省焦作市溫縣）人，晉朝宗室，曹魏鴻臚丞司馬恂的孫子，西晉濟南惠王司馬遂之子。
泰始二年六月，父親濟南王司馬遂去世，司马耽繼承了濟南王爵位。咸寧三年八月癸亥（277年10月5日），司马耽改封中山王。元康二年九月乙酉（292年10月8日），中山王司马耽去世。司马耽没有儿子，由弟弟司马缉继承爵位。